# Creative Labs
Creative Technology Limited (укр. Кріейтив Текналеджи Лімітед) — один з провідних виробників мультимедійних пристроїв й аксесуарів. У число вироблених нею пристроїв входять:
- Звукові плати для комп'ютерів
- MP3 плеєри
- Акустичні системи й навушники (гарнітури)
- Вебкамери
- Кишенькові відеокамери

Найвідомішими сьогодні товарами Creative є звукові плати Sound Blaster і лінійка MP3-плеерів Creative Zen.